# 鉄道合図
鉄道合図（てつどうあいず）とは、形・色・音などにより、係員相互間で、相手に対して意思を表示するものである。
日本の「鉄道に関する技術上の基準を定める省令（以下技術基準省令とする）」では、信号・合図・標識に分類している。この省令において合図は、運転業務の一環として、係員相互間で、その相手方に対して合図者の意思を表示するものとしている。

## 出発合図
車掌または駅長が、
1. 信号機に進行を指示する信号が現示されている
2. 出発時刻になっている
3. 旅客の乗降が終了している

など「列車を出発させてもよい条件」が整ったことを確認し、運転士に「出発してよい」旨を表示する合図。出発合図には次のいずれかの方法がある。

### 車掌による出発合図

#### 車内ブザー式・車内電鈴式
乗務員室にある連絡ブザーまたは電鈴により出発合図を表示する方法。現在はほとんどの鉄道事業者がこの方式を採用している。
JRでは車掌が乗務する列車のうち、JR東日本以外の旅客5社の在来線の電車列車、およびJR東日本を含む全ての気動車列車において車内ブザー式が採用されている。ただし、JR東日本線の電車列車であっても、団体・回送列車や、運転停車の際に行う出発合図は車内ブザー式による。
私鉄や公営鉄道では主に東日本地域が車内ブザー式、西日本地域がベルを短音二打を鳴らす車内電鈴式が多いが、広島電鉄や福岡市交通局など西日本地域でも車内ブザー式を使用する事業者が存在する（後者は空港・箱崎線車両がJR筑肥線に乗り入れるためでもある）。中京圏の三岐鉄道三岐線のツーマン列車はブザー方式であるほか、名古屋鉄道は300系以降の車両は従来の電鈴式から車内ブザー式（短音二打）に変更している。
会社によっては運転士が安全確認を行ったあと、車掌に向けてブザーもしくは電鈴を鳴らす。主に西武鉄道・京成電鉄・都営地下鉄・京浜急行電鉄・北総鉄道・名古屋鉄道・近畿日本鉄道・京阪電気鉄道・阪神電気鉄道・阪急電鉄・南海電気鉄道などで行われている。そして車掌がドアを閉めてから運転士に向けてブザーもしくは電鈴を鳴らす。
上記いずれの方法も、戸閉めランプは点灯している（車両側面の開扉ランプは全消灯）が、ドアに物が挟まっているなどの理由で、列車を発車させるのに支障や危険が生じた場合は、非常停止スイッチ・車掌ブレーキ弁などを扱って非常ブレーキを動作させて列車を停止させるか、発車合図取消の合図（ブザーボタンをとにかく繰り返し押す“乱打”）の合図を送り、列車を停止させる。
ワンマン列車では、出発の可否は運転士自身が確認する。戸閉め操作を行い、下記の知らせ灯点灯による戸閉め確認のほか、ミラーやモニターなどにより、通常、車掌が行っているホームの安全確認を運転士自身が行った上、更に運転士として必要な信号確認、前方確認を行っての発車となる。車掌が乗務しない回送列車の場合、ホーム確認は運転台より後方目視で行うことが多い。

#### 知らせ灯式

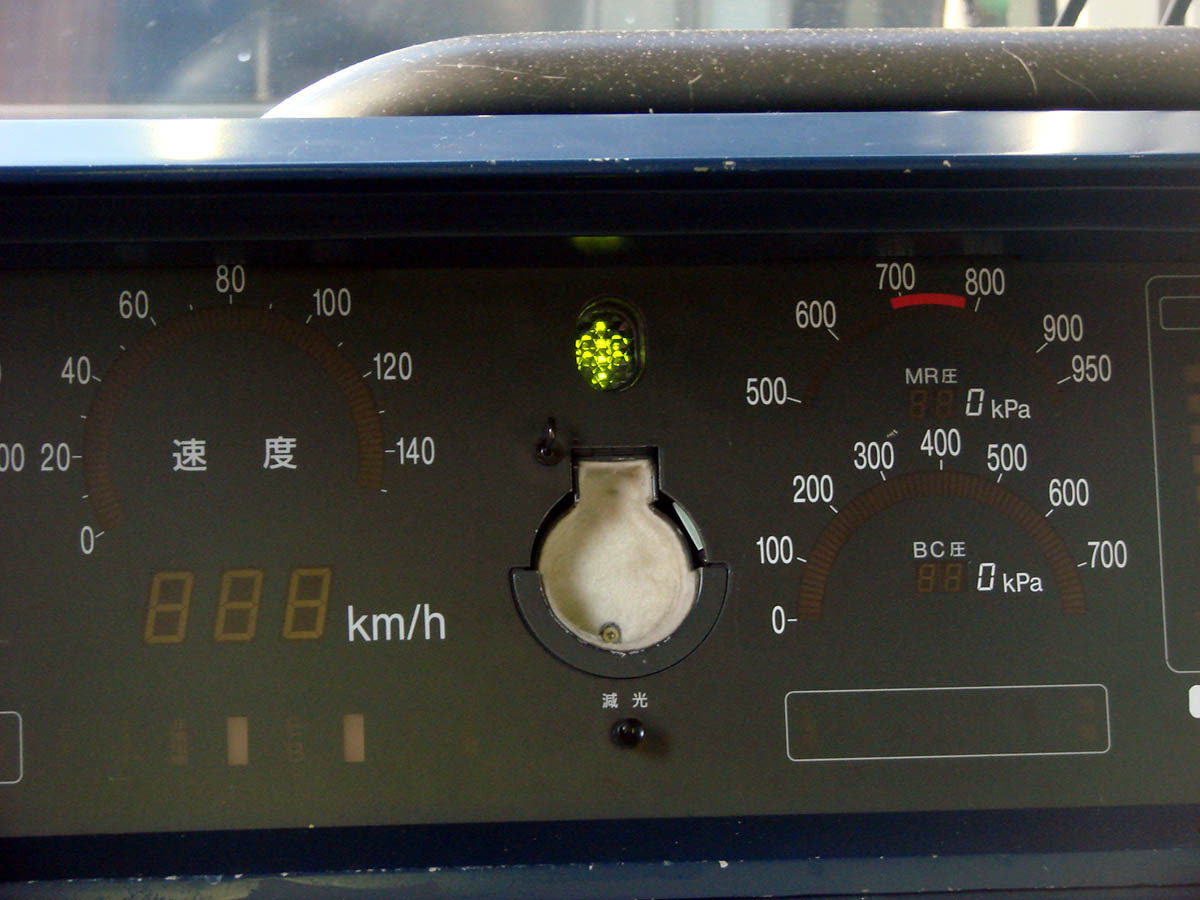
知らせ灯（中央の緑色灯が「知らせ灯」）

運転台にある「知らせ灯」により出発合図を表示する方式。東日本旅客鉄道（JR東日本）や福島交通飯坂線、豊橋鉄道渥美線では、すべての乗降扉が閉じている事を知らせる知らせ灯の点灯を運転士が確認することにより、車掌の出発合図とみなしている。なお、知らせ灯の色には橙黄・白・緑がある。
なお、かつてはJR九州（2000年頃まで）、JR西日本（2010年3月20日より車内ブザー式を試行、2010年12月15日より本実施）、JR東海（2011年3月25日まで）、伊予鉄道（高浜線、横河原線、郡中線。2018年3月31日まで）で知らせ灯式が採用されていたが、現在は車内ブザー式に移行されている。なお、東海道・山陽新幹線においては知らせ灯式が継続して使用されている。

#### 無線式
乗務員無線により出発合図を表示する方式である。JRでは客車列車が無線式を採用している。
例
- 車掌：「こちら4021列車車掌。運転士さん応答どうぞ。」
- 運転士：「こちら4021列車運転士です。どうぞ。」
- 車掌：「4021列車発車」
- 運転士：「4021列車発車」（省略されたり、汽笛によってこれに代えられることもある。また発車の前に駅名を言う形で指差喚呼を行う場合もある）

鉄道事業者によっては、車掌の「（列車番号）列車、（駅名）発車願います。」の合図のみで行なうところもある。また、客車列車でも、JR四国のトロッコ列車のように、後述の車内ブザー式合図ができるように信号線を引き通してあるものもある。かつては北海道内の一部の普通客車列車（主に札幌圏）でもこの方式で行われていたことがある。JR以外の客車列車では、それぞれの会社の運行規則に従った合図を行う。無線式のほか、長笛による合図、車掌が緑旗をふり、運転士が目視確認後発車する、など様々である。

### 駅長による出発合図
車掌の乗務していない列車のうち、
1. タブレット閉塞式・票券閉塞式・スタフ閉塞式を採用している線区の停車場
2. 異常時のため、代用閉塞方式または伝令法を施行して運転する列車
3. 運転士では旅客の乗降が終了したことがわかりづらい時
4. そのほか運転取扱い上、運転士だけでは出発させる時機が不明瞭な列車また停車場

は駅長しか出発させる時機がわからないため、駅長が出発合図を行う。
合図の方式は次のとおりである。
- 昼間
  - 片腕を高く上げるまたは、緑色旗を高く掲げて左右に動かす
- 夜間
  - 緑色にした合図灯を高く掲げて円形に動かす
- 出発合図器を使用する場合
  - その長音一声及び白色灯により行う
- 無線機等を使用し合図用語による場合
  - 「上り（下り）○○列車発車。」

### ブザー・無線合図式と知らせ灯合図式の利点と欠点

#### ブザー・無線方式

##### 利点
- 車掌がすべての確認を終えたのちに合図を行うので車掌の欠乗の可能性が大きく減る。
- 乗降扉の閉扉後に車外に出て側面の安全確認をすることができる。
- 側灯の消灯後に傘や服などの戸挟みがあった場合でも、運転士に対して特殊な指示を行うことなく容易で迅速な再開閉が可能。

##### 欠点
- 乗降扉の閉扉後に別途合図を行うので多少のロスタイムが生じる。
- 車掌が合図を行っていないにも関わらず、運転士が誤認し発車した場合は車掌が車外にいるため、車掌が列車側の緊急停止装置を操作できない。

#### 知らせ灯発車式

##### 利点
- 閉扉後のロスタイムが無いため運転頻度の高い線区では、迅速な発車が可能となる。
- 知らせ灯の点灯と滅灯を確認するので合図誤認が発生しない。
- 発車時の確認項目が「知らせ灯」「信号」「時刻」のすべて目視で確認できるものになり確認項目が合理的で、シンプルなものとなる。

##### 欠点
- 知らせ灯が点灯した瞬間発車するが故に、閉扉確認に時間がかけられない。また見通しの悪い駅でも車外に出て閉扉確認ができない。(閉扉後車外に出ると置いていかれる。)
- 知らせ灯が点灯しても、小さな物が挟まっていた場合運転士へ速やかに抑止指示を出し、発車した場合は非常停止措置を取って列車を急停止させなくてはならない。

## 客扱終了合図
列車を駅から発車させるときに駅係員が乗務員に対して、旅客の乗降が終了したことを伝える合図である。この合図を受けて乗務員はドアを閉める。「客終」と省略する事もある。

## 出発指示合図
駅長が

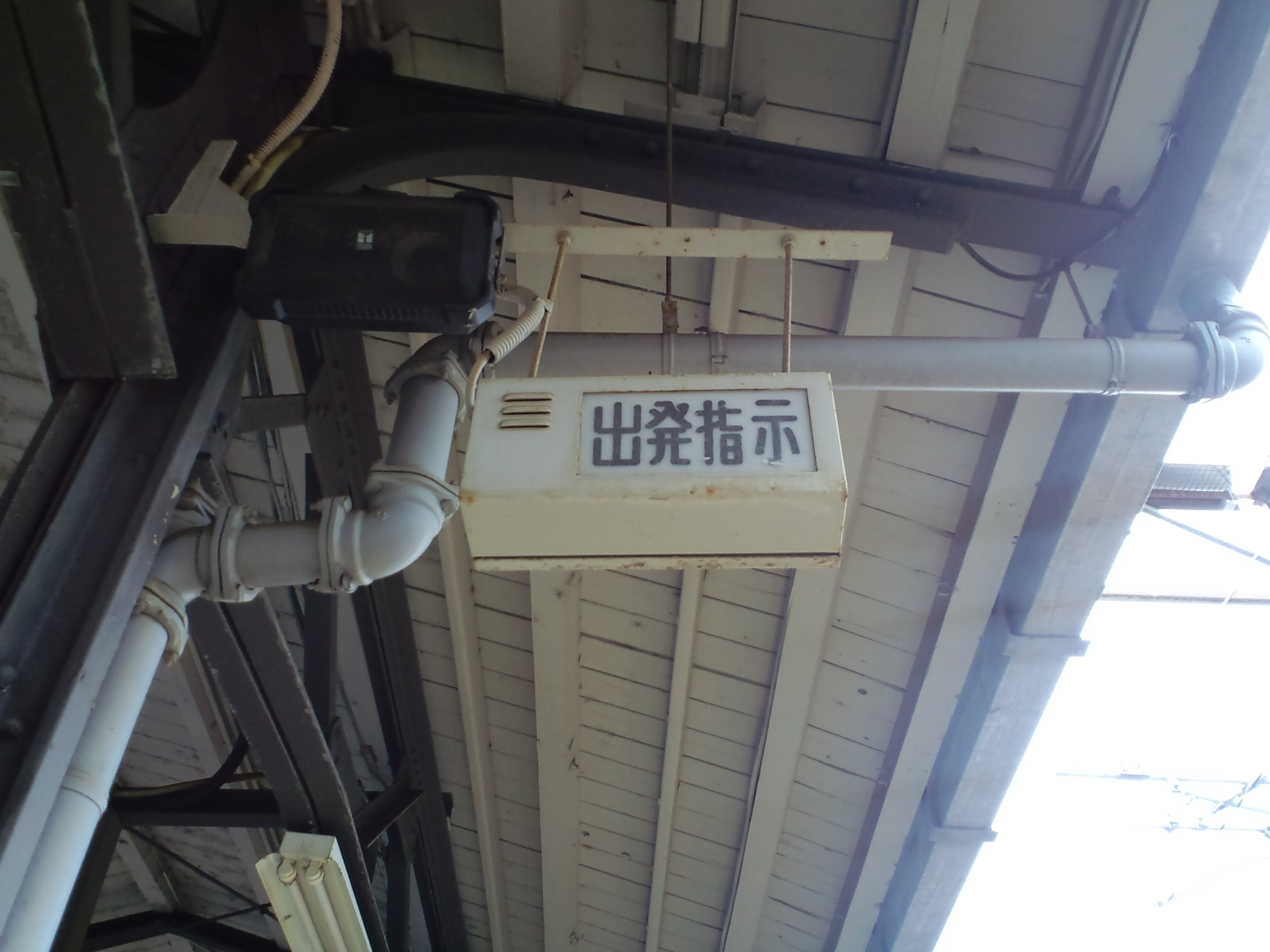
出発指示合図器（JR岩見沢駅）

1. 信号機に進行を指示する信号が現示されているか、または進行手信号が現示されている
2. 出発時刻になっている
3. 旅客の乗降が終了している

を確認し車掌に対し「出発合図をおこなってもよい」旨を表示する合図。なお以下に示す停車場から出発させるときは、駅長しか出発させる時機がわからないため車掌に対し出発指示合図を行う。
1. タブレット閉塞式・票券閉塞式・スタフ閉塞式を採用している線区の停車場
2. 異常時のため、代用閉塞方式または伝令法を施行して運転する列車
3. 車掌では旅客の乗降が終了したことがわかりづらい時
4. そのほか運転取扱い上、車掌だけでは出発させる時機が不明瞭な列車また停車場

合図の方式は次の通り
- 昼間
  - 片腕を水平に延ばす
  - 片腕を高く上げるまたは、緑色旗を高く掲げて左右に動かす
- 夜間
  - 緑色にした合図灯を高く掲げる
- 出発指示合図器を使用する場合
  - その長音一声により表示するものとする。この場合必要により白色灯を併用する。

## 気笛合図
気笛を使用して運転士の意志をほかの係員に伝える合図。

## 車内連絡合図
車内ブザーまたは車内電鈴を使用して、乗務員間で意志を伝える合図。ブザー式では長音と短音の組み合わせで合図を行い、合図を受けた方が同じ合図で応答する。電鈴式ではその回数により意味が異なる。組合せや意味は事業者により様々である。英語圏では Bell codes や Buzzer codes と呼ばれる。

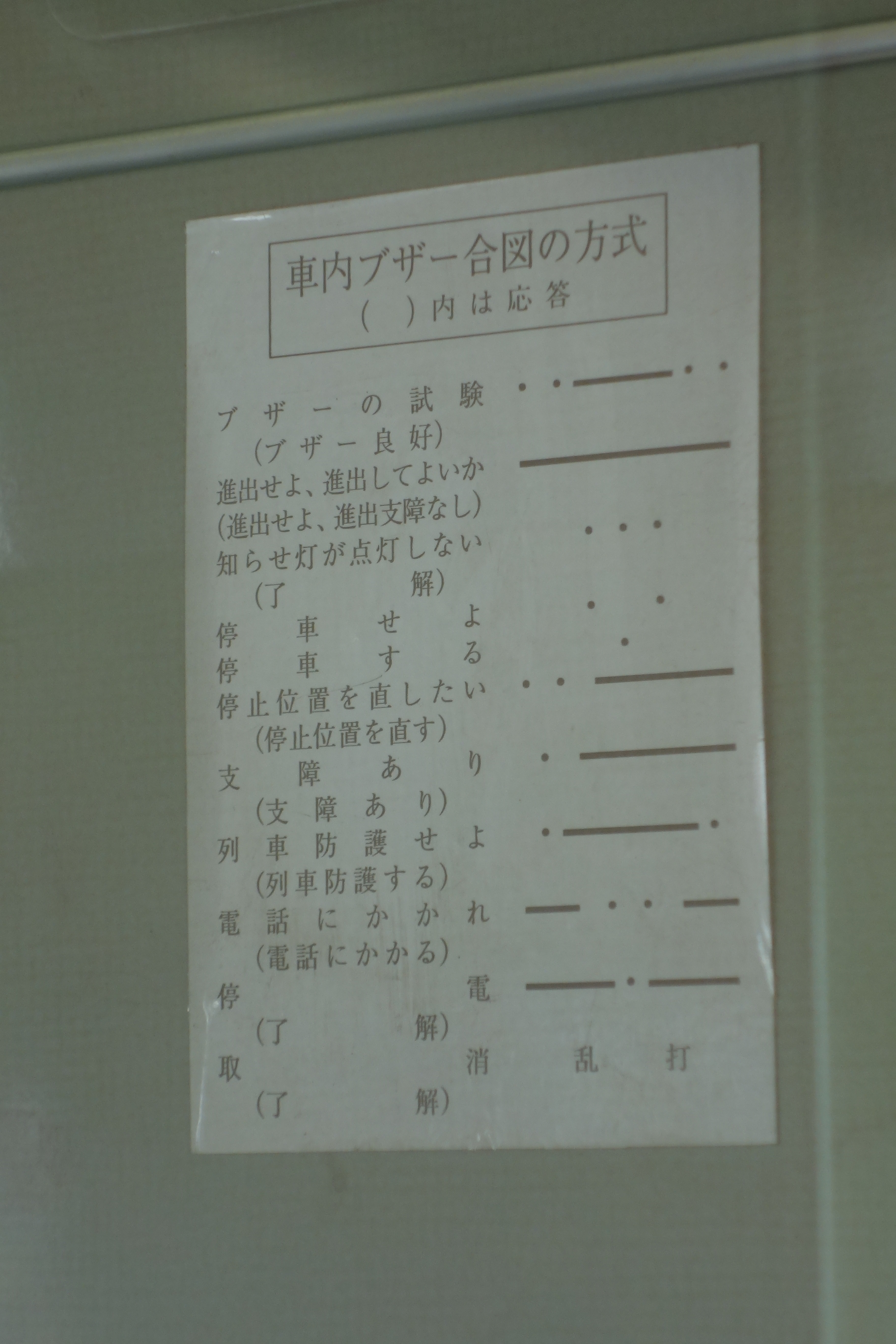
車内ブザー合図の方式（東武鉄道 モハ855-1) 2017年2月

代表的な例
長音 
短音 
| 1  | ブザー試験                                                          |      |
| 2  | ブザー良好                                                          |      |
| 3  | 進出差し支えないか、または良い                                      |      |
| 4  | 支障がある                                                          |      |
| 5  | 停止位置を直す、または直せ                                          |      |
| 6  | 電話機にかかれ、または打ち合わせをしたい                            |      |
| 7  | 後方防護せよ、または承知した                                        |      |
| 8  | 停電                                                                |      |
| 9  | ブザー取り消し                                                      | 乱打 |
| 10 | 車掌スイッチを「閉じ位置」にした、またはせよ もしくは、次駅停車せよ |      |
| 11 | 切り替えスイッチを取り扱ってよいか、またはよい                      |      |

## ブレーキ試験合図
列車の組成を変更した場合に行われるブレーキ試験の際に使用される合図。

### 腕・灯によるとき
| 合図の種類         | 昼間の表示方式               | 夜間の表示方式                 |
| ------------------ | ---------------------------- | ------------------------------ |
| ブレーキを緊締せよ | 片腕を高く掲げて円形に回す   | 白色灯を高く掲げて円形に回す   |
| ブレーキを緩解せよ | 片腕を高く掲げて左右に動かす | 白色灯を高く掲げて左右に動かす |
| ブレーキ試験終了   | 片腕を高く掲げる             | 白色灯を高く掲げる             |

### ブレーキ試験合図器によるとき
ブレーキ試験合図器を使用するときは、白色灯とブザー合図により表示する。
凡例
長音 
短音 
| ブレーキ試験を開始する |      |
| ブレーキを緊締せよ     |      |
| ブレーキを緩解せよ     |      |
| ブレーキ試験終了       |      |
| 合図の取り消し         | 乱打 |